# Dorfkirche Storkow (Templin)

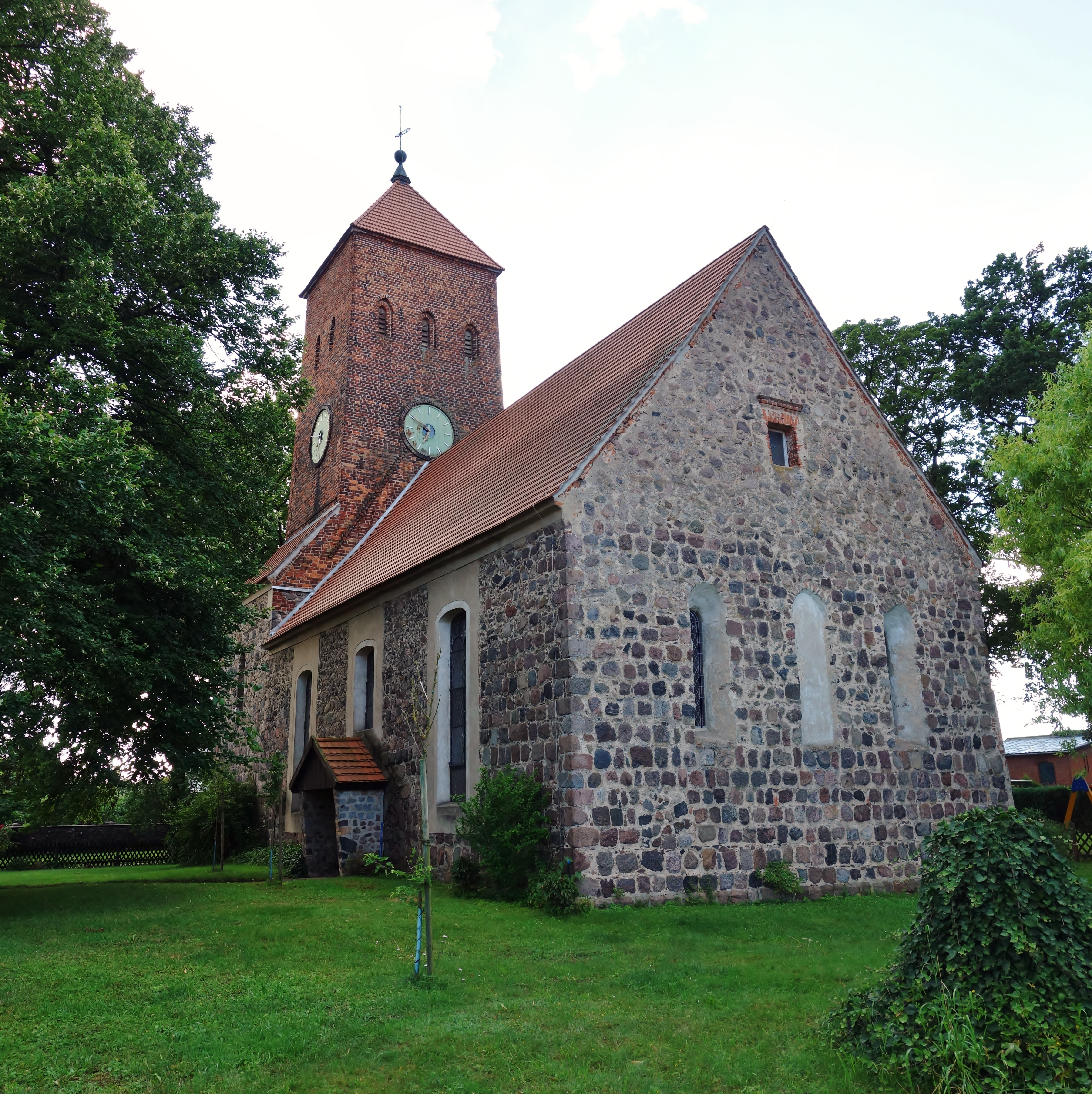
Südostansicht

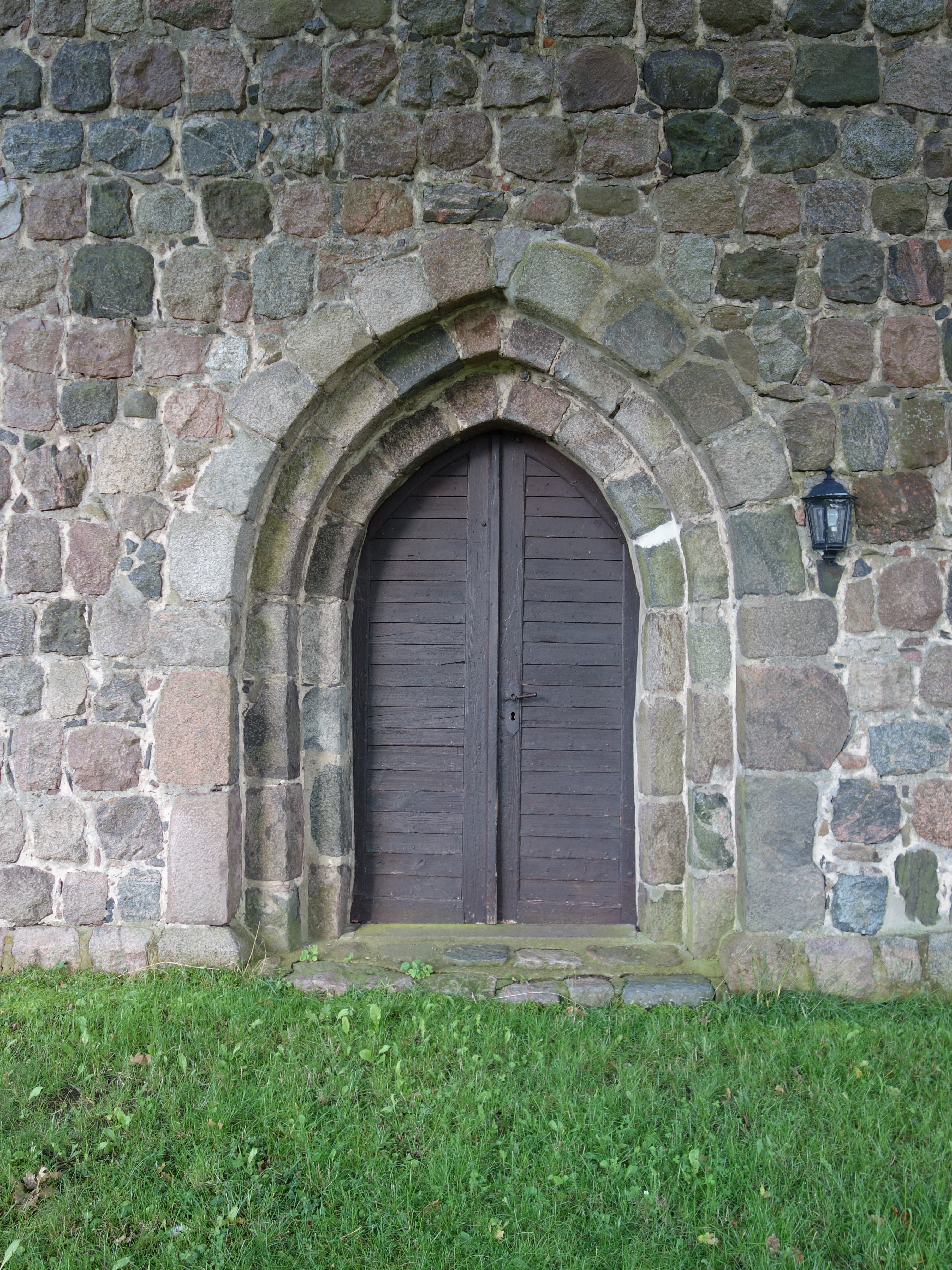
Portal

Die Dorfkirche Storkow ist eine Feldsteinkirche im Ortsteil Storkow der Stadt Templin im Landkreis Uckermark des Landes Brandenburg. Sie gehört zum Pfarramt Hammelspring im Kirchenkreis Oberes Havelland der Evangelischen Kirche Berlin-Brandenburg-schlesische Oberlausitz.
Die flachgedeckte rechteckige Saalkirche aus Feldstein mit schiffsbreitem Westturm auf geschrägtem Sockel aus Feldstein stammt aus der zweiten Hälfte des 13. Jahrhunderts, das quadratische Turmobergeschoss aus Backstein von 1836. Ein zweifach gestuftes Westportal erschließt das Bauwerk; die seitlichen Ostfenster sind original, das mittlere vermauert; die übrigen Fenster wurden in der ersten Hälfte des 18. Jahrhunderts korbbogig vergrößert, dabei auch der Oberteil der Schiffswände neu aufgemauert.
Das quadratische Turmobergeschoss aus Backstein wurde 1836 errichtet. Dabei wurde die große Spitzbogenöffnung zwischen Turm und Schiff teilweise vermauert.
Im Inneren des Saalbaus befindet sich eine Hufeisenempore mit einer Orgel. Sie ist ein Werk von Albert Hollenbach aus dem Jahr 1888 mit acht Registern auf einem Manual und Pedal. Der Kanzelaltar stammt aus dem 18. Jahrhundert. Ein silbervergoldeter Kelch stammt aus dem Jahr 1700. Eine zinnerne Taufschale wurde im 18. Jahrhundert geschaffen, ein Leuchterpaar ebenfalls aus Zinn um 1680.
Der Kirchhof ist mit einer Feldsteinmauer mit Backsteinportal des 17. Jahrhunderts umfriedet.